# Eduard Romanyuta

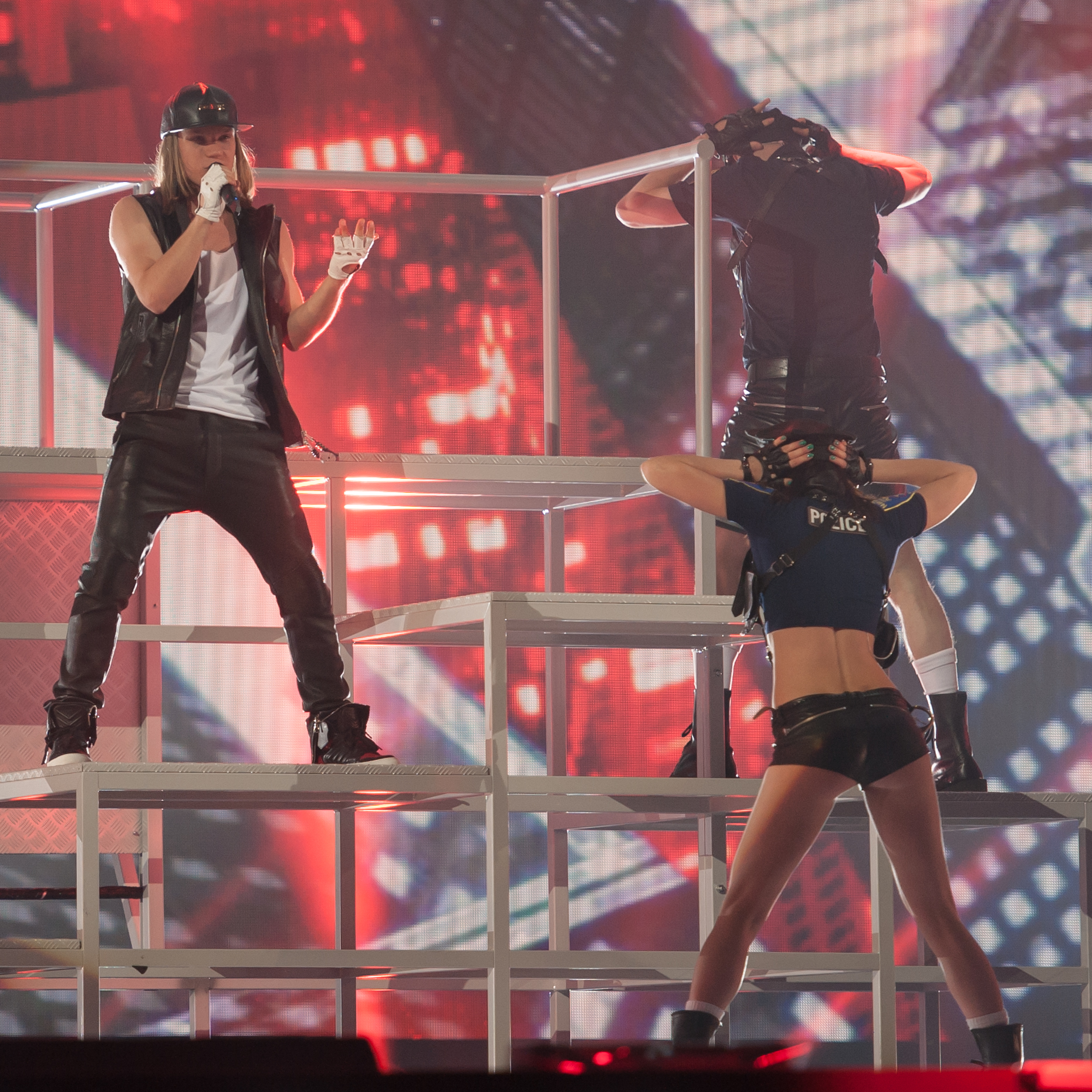
Eduard Romanyuta 2015

Eduard Romanyuta (Едуард Едуардович Романюта), né le 23 octobre 1992 à Ternopil en Ukraine, est un chanteur ukrainien.
Le 28 février 2015, il gagne la finale nationale moldave O Melodie Pentru Europa et est choisi pour représenter la Moldavie au Concours Eurovision de la chanson 2015 à Vienne, en Autriche avec la chanson I Want Your Love (Je veux ton amour).
Il participe à la première demi-finale, le 19 mai 2015, mais n'est pas qualifié pour la finale du 23 mai, se classant 11ème sur 16 participants. 